# Pambos Pittas
Charalambos “Pambos” Pittas (født 27. juli 1966 i Limassol, Cypern) er en cypriotisk tidligere fodboldspiller (forsvarer).
Pambos spillede hele 82 kampe for det cypriotiske landshold, som han debuterede for i januar 1987 i en EM-kvalifikationskamp mod Grækenland. Hans sidste landskamp var en EM-kvalifikationskamp mod Spanien i september 1999.
På klubplan tilbragte Pittas hele sin karriere i hjembyen Limassol, hvor han repræsenterede først Apollon i 16 år, og efterfølgende AEL i tre. Han vandt to cypriotiske mesterskaber med Apollon.

## Titler
Cypriotisk mesterskab
- 1991 og 1994 med Apollon Limassol

Cypriotisk pokal
- 1992 og 2001 med Apollon Limassol